# Инферно (филм из 1980)
Инферно (итал. Inferno, у буквалном преводу Пакао) је италијански хорор филм из 1980. режисера и сценаристе Дарија Арђента, наставак Суспирије и други у трилогији Три мајке са Лијом Маклоским, Ајрин Миракл, Даријом Николоди и Алидом Вали у главним улогама.
Иако представља наставак Суспирије, није у питању директан наставак, већ тематски, пошто се ниједан од ликова из претходног филма не враћа у овом нити се спомињу догађаји који су се одиграли на крају претходног дела. Једини члан глумачке поставе из Суспирије, који се враћа у Инферну је Алида Вали, али више не тумачи лик гђе Танер, већ је у улози консијержа Керол.
Пошто се сваки од филмова из Арђентове трилогије базира на некој од 3 зле сестре вештице, овај у улогу главне антагонисткиње ставља најмлађу и најокрутнију од три сестре, Мајку Тенебрарум познату и као Мајка таме, чије седиште се налази у Њујорку, где се и одвија највећи део радње филма. Интересантно је да је Мајка Лахримарум (Мајка суза), којој је посвећен наредни филм, имала камео улогу у овом делу.
Добио је помешане критике, од оних који су тврдили да је најпотцењенији хорор филм из 1980-их, до оних који су тврдили да има веома слабу и неповезану причу и да је далеко слабије остварење од Суспирије. 2005. године магазин Тотал филм сврстао је Инферно у један од 50 најбољих филмова свих времена.
За разлику од Суспирије, Инферно је имао врло ограничено премијерно приказивање у биоскопима, те није успео да понови успех свог претходника. Због тога се на последњи наставак, Мајку суза, чекало чак 27 година.
Музику за филм радио је познати музичар Кит Емерсон.
Дарио Арђенто је поново сарађивао са својом супругом Даријом Николоди, након филма Дубоко црвено, а Дарија се појавила и у последњем наставку серијала заједно са њиховом ћерком Азијом.

## Радња
Роуз Елиот проналази мистериозну књигу коју је написао извесни Варели, у којој говори о томе како је трима вештицама саградио куће. По његовом детаљном опису кућа, она закључује да је једна од тих кућа управо зграда у којој живи. Што више истражује мистерију Роуз се уваљује у све већу невољу и када схвати да се налази у животној опасности моли свог брата Марка да дође у Њујорк из Рима и помогне јој. Међутим, док Марк стигне, за Роуз ће већ бити прекасно, али он наставља њену истрагу све док не пронађе тајно скровиште Мајке Тенебрарум.
Након што му објасни ко су она и њене сестре, „мајка таме” се претвара у персонализовану Смрт и напада Марка. Међутим, претходно случајно изазван пожар проузрокује да се на њу обруше греде њене куће и док Марк успева да побегне, она остаје и тако бива уништена.

## Улоге
| Глумац             | Улога                       |
| ------------------ | --------------------------- |
| Ајрин Миракл       | Роуз Елиот                  |
| Ли Маклоски        | Марк Елиот                  |
| Еленора Ђорђи      | Сара                        |
| Дарија Николоди    | Елисе де Лонгвале Адлер     |
| Саша Питоф         | Казанијан                   |
| Алида Вали         | Керол                       |
| Вероника Лазар     | Мајка Тенебрарум Мајка таме |
| Габријел Лавиа     | Карло                       |
| Фјодор Чалиапин    | проф. Арнолд/др Варели      |
| Леополдо Мастелони | Џон                         |
| Ања Пјерони        | Мајка Лахримарум Мајка суза |
| Џејмс Флитвуд      | кувар                       |
| Паоло Паолони      | професор музике             |